# إم أف 01
mf 2000  أو كما يطلق عليه mf 01  نموذج خط حديدي electrical multiple units مستخدم في مترو باريس. بدأ في 2007 وسوف ينتهي في 2015 .الهيئة الذاتية للنقل في باريس أمرت بعمل 160 قطار

## النقل للخط 9

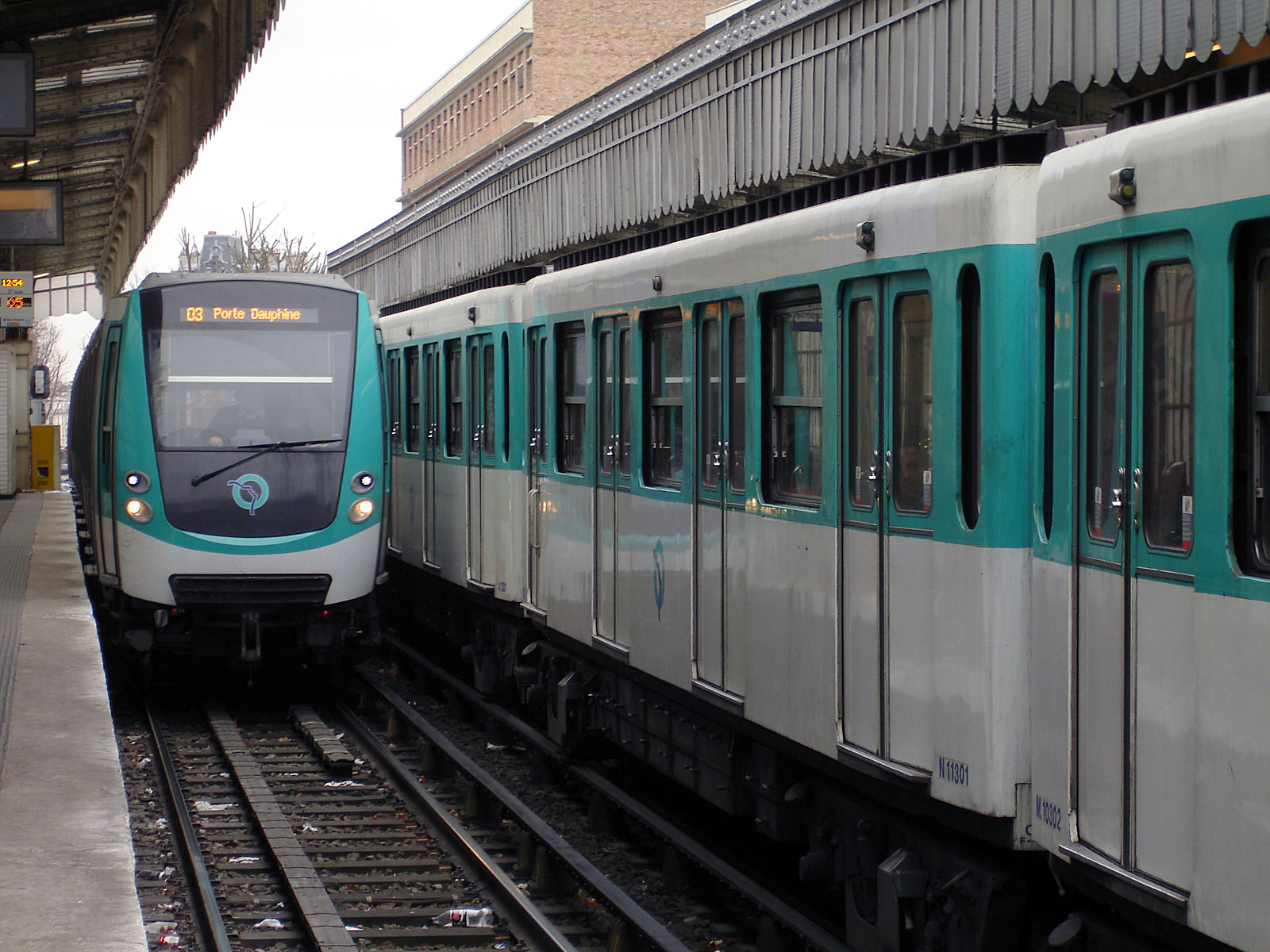
A MF 01 train passes a MF 67 at Jaurès
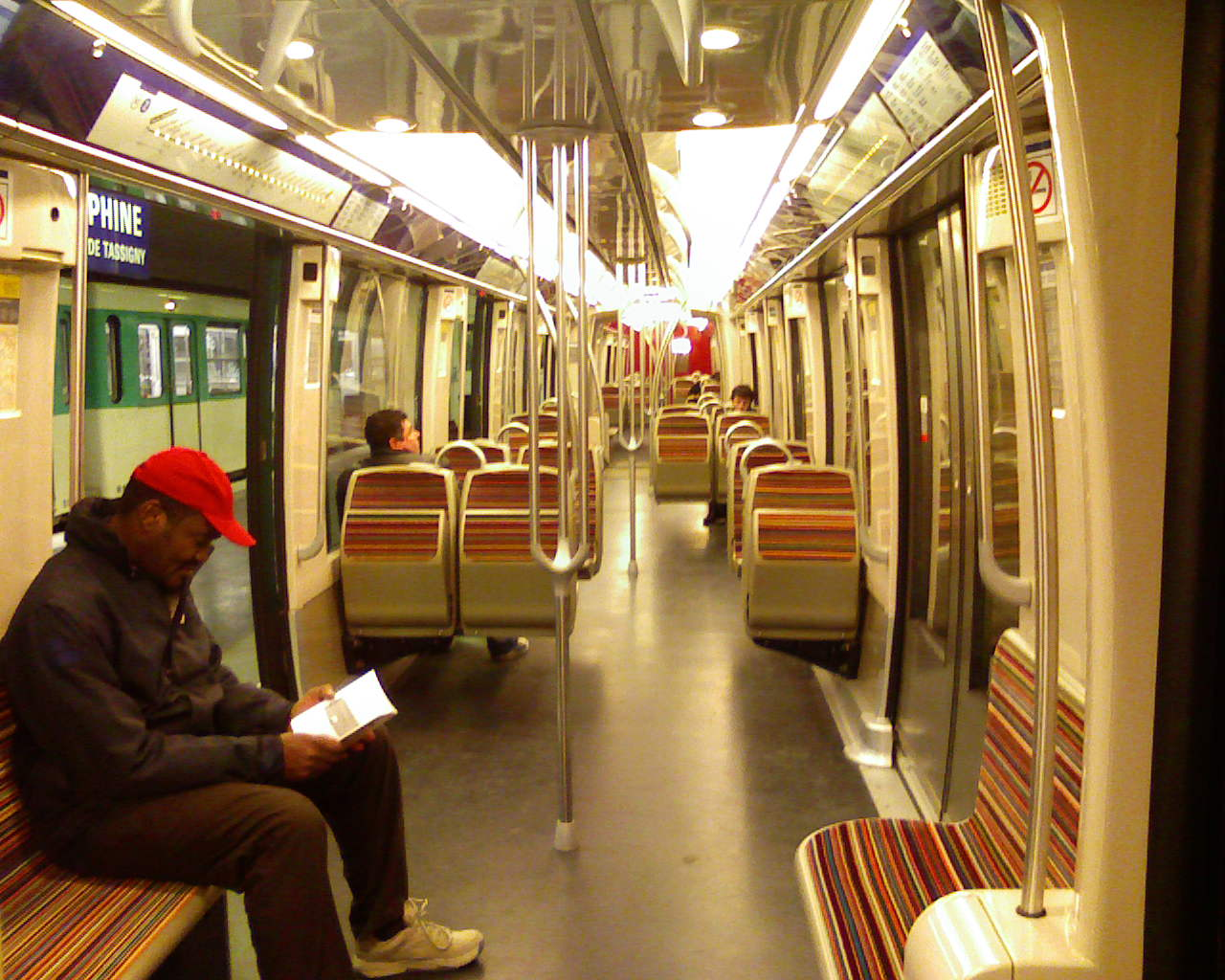
Interior
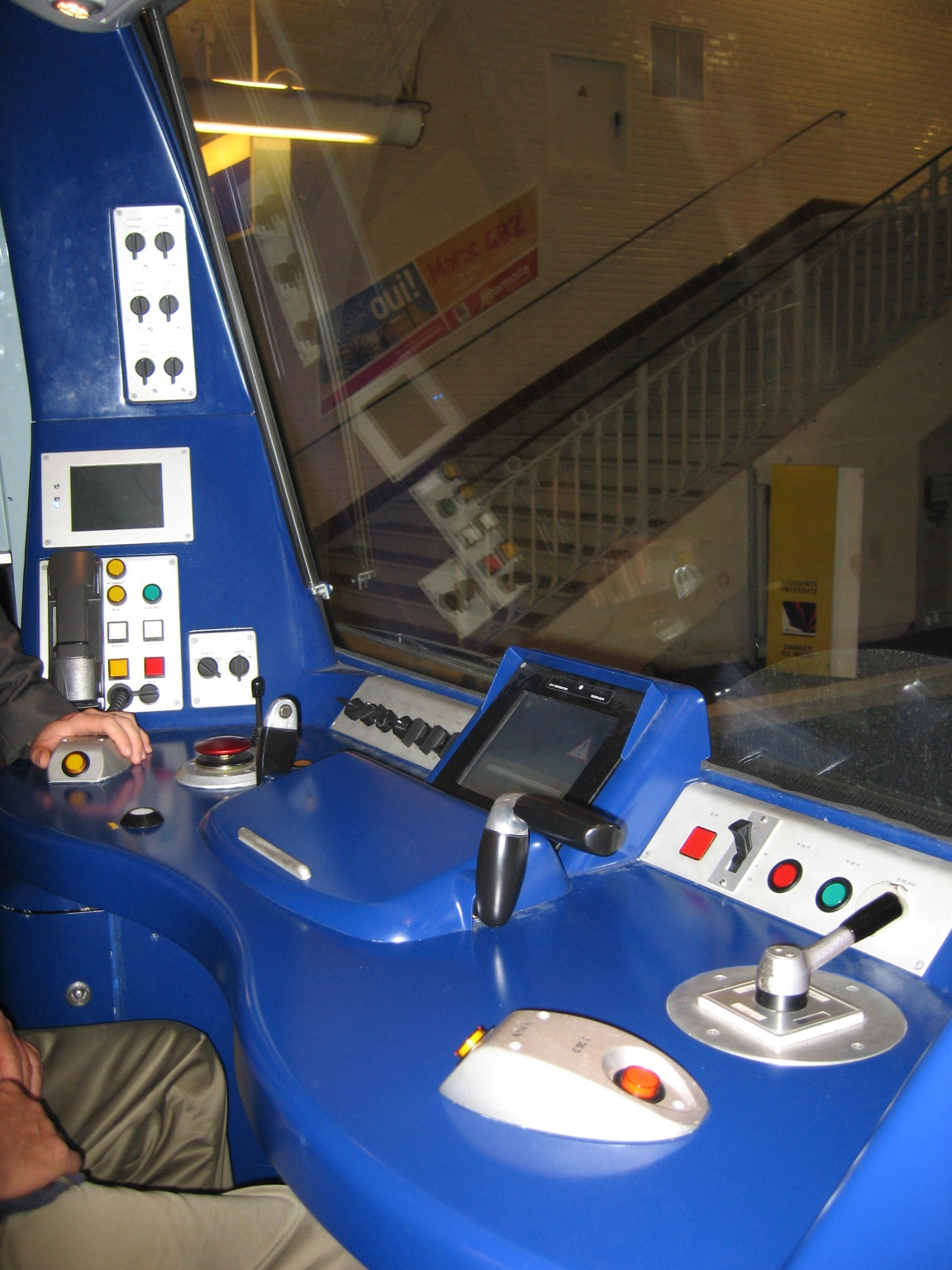
Driver's cab
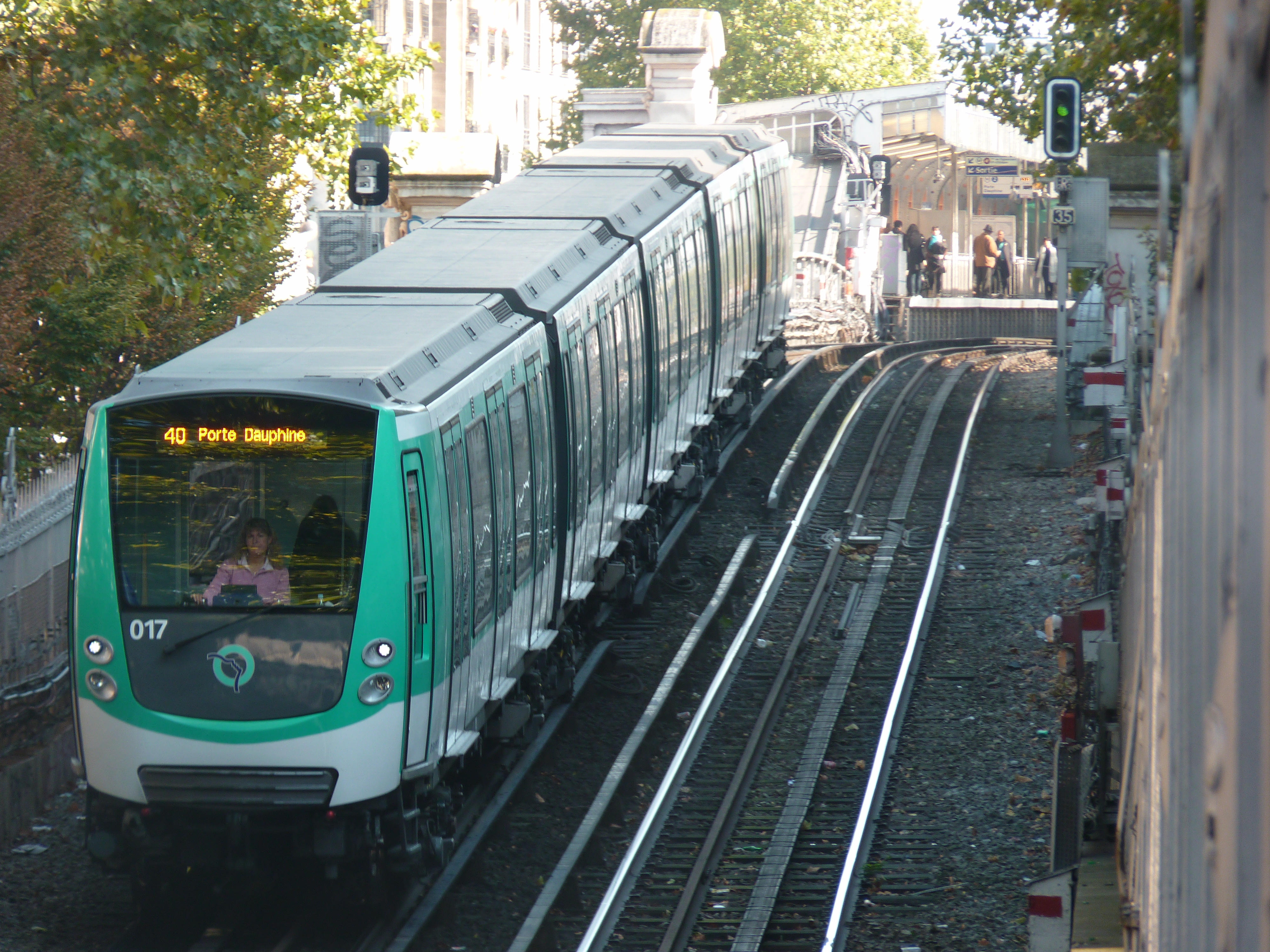
Train 017 leaving Barbes - Rochechouart towards Porte Dauphine